# Gough (Géorgie)
 (mars 2025).
Pour les articles homonymes, voir Gough.
Gough est une census-designated place située dans le comté de Burke, dans l’État de Géorgie, aux États-Unis. Lors du recensement de 2020, elle comptait 137 habitants.